# Список пивоварень Чехії
У списку наведені чеські заводи та марки пива, що виробляються на території Чехії. За підсумками 2011 року, у Чехії налічувалось 44 компанії та 130 пивоварень, які разом виробили 18 181 тис. гектолітрів пива; за цим показником країна зайняла 6-те місце у Євросоюзі.
До списку не увійшли малі пивоварні, кількість яких надто велика, а обсяг виробництва — незначний.

## Великі виробники

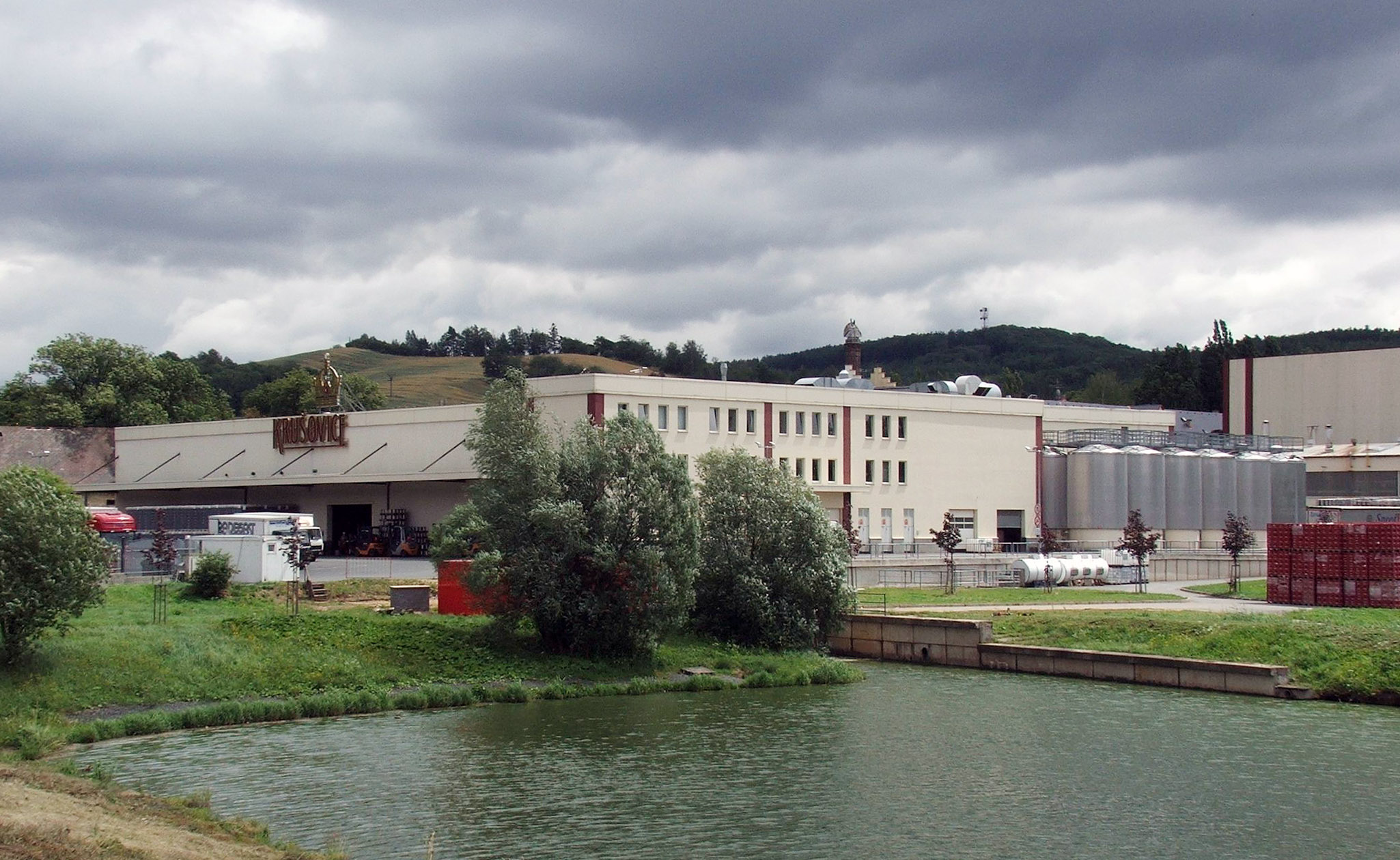
Броварня Krušovice

### K Brewery Group
- Browar Janáček — Угерський Брод
- Browar Ježek — Їглава
- Browar Platan — Протівін
- Browar Klášter — Клаштер-Градіште-над-Їзероу
- Browar Lobkowicz — Високі Хлумєц
- Browar Černá Hora — Чєрна Гора
- Browar Rychtář — Глінско в Чєхах

### LIF Holding
- Browar Rohozec — Мали Рогожец
- Browar Svijany — Свіяни

### Plzeňský Prazdroj (SABMiller)
- Browar Prazdroj — Пльзень
- Browar Radegast — Ношовіце
- Browar Velké Popovice — Велке Поповіце

### PMS Přerov
- Browar Holba — Ганушовіце
- Browar Litovel — Літовел
- Browar Zubr — Пршеров

### Starobrno (Heineken)
- Browar Hostan — Зноймо
- Browar Krušovice — Крушовіце
- Browar Starobrno — Брно

### Drinks Union (Heineken)
- Browar Krásné Březno — Усті-над-Лабем
- Browar Kutná Hora — Кутна Гора
- Browar Louny — Лоуні
- Browar Velké Březno — Вєлкє Бжезно

### Staropramen (InBev)
- Browar Ostravar — Острава
- Browar Staropramen — Прага

## «Незалежні» броварні
Пивоварні, що не входять до складу великих пивних корпорацій, часто називають «незалежними», хоча багато з них теж належать великим компаніям.
- Browar Chodovar — Ходова Плана
- Browar Kout na Šumavě — Кут на Сумаві
- Browar Žatec — Жатець
- Browar Rakovník — Раковнік
- Browar Herold — Бжезніце
- Browar Nymburk — Нимбурк
- Browar Ferdinand — Бенешов
- Browar Hubertus — Качов
- Browar Berounský Medvěd — Берунь
- Browar Svatý Ján — Полєпи у Коліна
- Browar Podkováň — Поковань

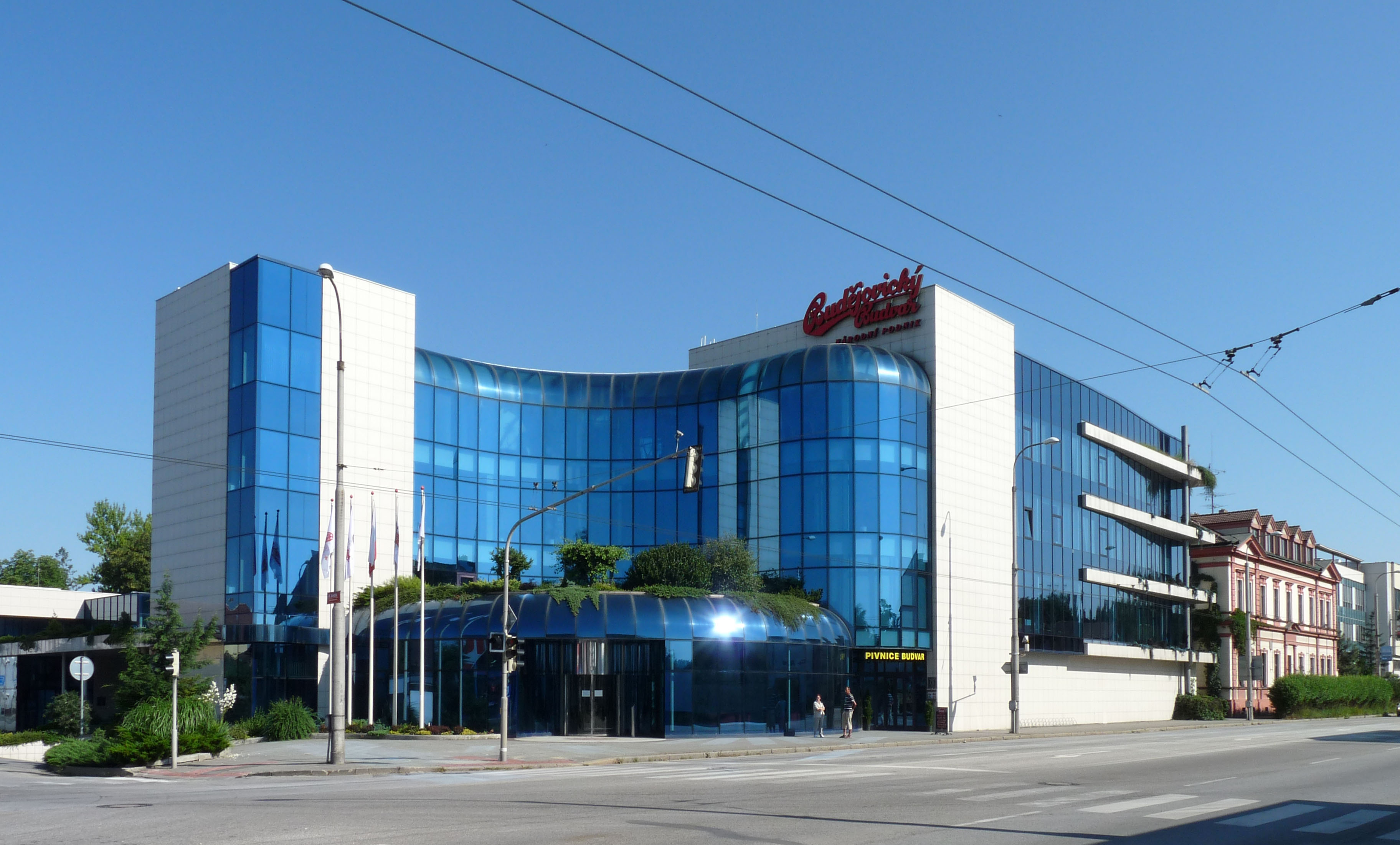
Броварня Budvar у Чеське Будейовіце

- Browar Česká zemědělská univerzita v Praze — Прага
- Browar Strakonice — Страконице
- Browar Bohemia Regent — Требонь
- Browar Budějovický Miejski — Чеське Будейовіце
- Browar Budvar — Чеське Будейовіце
- Browar Konrad — Вратіславіце над Нисою
- Browar Krakonoš — Трутнов
- Browar Náchod — Начод
- Browar Nová Paka — Нова Пака
- Browar Broumov — Брумов-Оліветін
- Browar Polička — Полічка
- Browar Pernštejn — Пардубице
- Browar Poutník — Пелгрімов
- Browar Bernard — Гумполець
- Browar Havlíčkův Brod — Гавлічкув-Брод
- Browar Dalešice — Далешице
- Browar Klášterní — Желів
- Browar Vyškov — Вишков
- Browar Kvasar — Сентіце
- Browar Pod Kněží horou ve Bzenci — Бзенец
- Browar Slezan — Лескове — Касарня
- Browar Vaněk & Vaněk — Копрівніце
- Browar Bon — Зашова